# Sept-Vents
Sept-Vents is een plaats en voormalige gemeente in het Franse departement Calvados in de regio Normandië en telt 361 inwoners (1999).

## Geschiedenis
Sept-Vents maakte deel uit van het kanton Caumont-l'Éventé totdat dit op 22 maart 2015 werd opgeheven en de gemeente werd opgenomen in het kanton Aunay-sur-Odon. Op 1 januari 2017 fuseerde de gemeente met Dampierre, La Lande-sur-Drôme en Saint-Jean-des-Essartiers tot de commune nouvelle Val de Drôme, waarvan Sept-Vents de hoofdplaats werd. Doordat de fusiegemeente onder het arrondissement Vire kwam te vallen werd Sept-Vents overgeheveld van het arrondissement Bayeux.

## Geografie
De oppervlakte van Sept-Vents bedraagt 12,6 km², de bevolkingsdichtheid is 28,7 inwoners per km².
De onderstaande kaart toont de ligging van Sept-Vents met de belangrijkste infrastructuur en aangrenzende gemeenten.

## Demografie
Onderstaande figuur toont het verloop van het inwonertal (bron: INSEE-tellingen).
Vanwege een beveiligingsprobleem met de MediaWiki Graph-software is het momenteel niet mogelijk deze grafiek weer te geven. Zodra de software is bijgewerkt zal de grafiek vanzelf weer zichtbaar worden.
Dampierre · La Lande-sur-Drôme · Saint-Jean-des-Essartiers · Sept-Vents